# التحليل المتناوب
التحليل المتناوب (بالإنجليزية: Trade off)‏ يتمثل نموذج التحليل المتناوب في تحليل قبلي لعملية استجابة المشترين، يهدف إلى فهم وتفسير سلوك المشتري، فهو يهتم بنظرية تقييم المشتري. تستند هذه الطريقة على ترتيب المقاييس المقترنة، بمعنى قياس الأثر المتزامن لعدة متغيرات مستقلة على متغير تابع واحد، يفترض هذا النموذج أن تفضيل منتوج هو دالة لمجموع المنافع المتعلقة بالخصائص التي
1 تكونه، وتعرف المنفعة الكلية للمنتوج بأنها مجموع المنافع الجزئية لخصائص المنتوج
```
Ux= U1+U2+…….+Un
```

حيث أن:
```
Ux: منفعة المنتوجx
U1: المنفعة الجزئية للخاصية 1.
Un: المنفعة الجزئية للخاصية n.
نموذج Trade off هو منهجية مركبة تسمح بقياس الأهمية النسبية لكل مكونات المنتوج في
```

عمليات الاختيار(سعر، حجم، لون، غلاف...) وهذا انطلاقا من مجموعة أحكام تتم بين منتجات
2 مختلفة: أي ترتيب معايير الاختيار لأنه لا يمكن أن تكون لها نفس الأهمية.
```
لا يركز التحليل المتناوب كثيرا على طريقة تحليل المنفعة لأن طريقته العملية تتمثل أساسا في
```

3 اشتقاق- من عملية القياس أو التقدير - قيم جزئية للمنفعة لإعادة تركيب التفضيل النهائي.
التحليل المتناوب هو إظهار مجموعة كاملة من خصائص المنتوج، بما فيها السعر، وفي
المرحلة الثانية يتم خلق مختلف المظاهر المحتملة للخصائص والسعر، بعدها يتم حذف المركبات أو
التوليفات غير الممكنة، مثلا:خصائص غالية الثمن وسعر منخفض، حيث يطلب من الزبائن ترتيب
البطاقات على أساس القيمة المدركة بإيجاد فرق بين السعر ومختلف الخصائص، ويسمح ترتيب
البطاقات للباحث بتحديد «جزء- القيمة» أو المنفعة المركبة بالنسبة لمختلف الخصائص، هذه المنفعة
4 المركبة ترسم خصائص المنتوج في قيم للزبون.[4 2
2- مسار البحث في التحليل المتناوب:
يمر البحث في التحليل المقارن بالمراحل التالية:
أ- تحديد الخصائص الملائمة: تتمثل المرحلة الأولى في تحديد الخصائص الملائمة التي تميز
الزوج: منتوج/سوق بمعنى تحديد سلة الخصائص لتحليلها.
ب- تحديد مستويات الخصائص: في المرحلة الثانية، يحدد المحلل مستوى الخصائص لاختبارها
وذلك بحسب المعوقات القانونية والضغط التنافسي.
ج- إيجاد سلة الخصائص: في هذه المرحلة يتم تحديد سلة الخصائص المختبرة المصفاة من طرف
المستهلكين، ففي حالة ما إذا كان عدد الخصائص ومستويات هذه الخصائص محدودا، هنا يتم
ببساطة استرجاع المعطيات المحددة مسبقا. لكن عمليا - وهي الحالة الناذرة - عند توفر عدد
مرتفع من المنتجات المختبرة بـ n خاصية وm مستوى من الملائم إجراء تقليل عدد المنتجات
المختبرة.
د- جمع التفضيلات: يتم ذلك بواسطة ثلاثة طرق:
§ جمع المعطيات عن طريق مصفوفات Trade off: تتمثل هذه الطريقة في أن يقترح على كل
مستجوب الخصائص مثنى مثنى ويقوم المستوجب بترتيب مختلف الخصائص من أكثر تفضيلا
إلى أقل تفضيلا، ويوضح تفضيلاته بوصف أسطر كل تركيبة مقترحة.
§ جمع المعطيات عن طريق ترتيب أزواج المنتجات: تتمثل هذه الطريقة في اقتراح على كل
مستجوب المنتجات مثنى مثنى. ميزة هذه الطريقة هي سهولة استعمالها من طرف الباحث لأنها
بسيطة بالنسبة للمستجوب وتتطلب تفسيرات أقل.
§ جمع المعطيات عن طريق ترتيب شامل للمنتجات: تتمثل هذه الطريقة في اقتراح مجموعة
بطاقات على المستجوب والطلب منه ترتيبها بحسب تفضيلاته، العيب الأساسي لهذه الطريقة هو
صعوبة التحكم في المعلومات الكثيرة من طرف المستجوب.[5 ه- معالجة المعطيات: يتم في هذه المرحلة معالجة المعطيات المجمعة باستخدام عدة طرق،
وأكثرها شيوعا تحليل الترتيب للانحراف، تفترض هذه الطريقة أن تفضيلات المستهلك يمكن أن
تقاس في سلم ترتيبي ومهما كانت الطريقة المستخدمة فالهدف هو تحديد معاملات المنفعة، التي
تأخذ بالاعتبار التفضيلات المعبر عنها من طرف المستجوب.
و- معالجة النتائج: يتم استخدام النتائج كمنفعة خاصة لثلاثة ميادين:
- تحليل مقاطعة من السوق: تحليل عدم تجانس المنافع الجزئية وتقديراتها المختلفة؛
- تعظيم المنتوج ضمن قيود الإنتاج؛
- تخيل استراتجيات السوق.[6]